# Deidre Freeman
Deidre Freeman (26 de agosto de 1988) es una deportista estadounidense que compitió en saltos de trampolín. Ganó una medalla de bronce en los Juegos Panamericanos de 2015, en la prueba sincronizada.

## Palmarés internacional
| Juegos Panamericanos | Juegos Panamericanos | Juegos Panamericanos | Juegos Panamericanos |
| Año                  | Lugar                | Medalla              | Prueba               |
| -------------------- | -------------------- | -------------------- | -------------------- |
| 2015                 | Toronto (Canadá)     | Medalla de bronce    | Trampolín 3 m sincro |